# Universität Malaysia Perlis
Die Universität Malaysia Perlis (UniMAP) (engl. University Malaysia Perlis, mal. Universiti Malaysia Perlis) in Arau im Bundesstaat Perlis ist eine 2001 gegründete staatliche Universität in Malaysia. Sie ist eine Universität mit dem Schwerpunkt der Lehre und Forschung im Bereich der Elektronik.

## Geschichte
2001 wurde das „University College“ Kolej Universiti Kejuruteraan Utara Malaysia, engl. Northern Malaysia University College of Engineering (KUKUM) als staatliche Technische Hochschule gegründet. Der Studienbetrieb startete 2002 mit 116 Studenten der Ingenieurwissenschaften. Im Oktober 2007 wurde die Hochschule in Universität Malaysia Perlis umbenannt und erhielt den Universitätsstatus.

## Organisation
Das hauptamtliche Management wird durch den Vice-Chancellor geleitet. Dieser wird durch eine Board of Directors beaufsichtigt. Die Universität ist nicht in Fakultäten, sondern in Schulen gegliedert:
- School of Computer and Communication Engineering
- School of Microelectronic Engineering
- School of Electrical Systems Engineering
- School of Mechatronic Engineering
- School of Manufacturing Engineering
- School of Materials Engineering
- School of Bioprocess Engineering
- School of Environmental Engineering
- School of Business Innovation and Technopreneurship
- School of Human Development and Techno-Communication
- Faculty of Engineering Technology

Die Einrichtungen der Universität sind auf eine Vielzahl von Orten im Bundesstaat Perlis verteilt.